# Prêmio São Paulo de Literatura
O Prêmio São Paulo de Literatura é um prêmio fornecido pelo Governo do estado de São Paulo através de um projeto criado pela Secretaria de Estado da Cultura com o objetivo inicial de estimular a leitura. O Prêmio Surgiu no ano de 2008 através de um edital regido pela Lei Estadual n.º 6.544/89, pela Lei Federal n.º 8.666/93.
Apesar do nome do prêmio ter o nome de uma unidade federativa do Brasil (São Paulo), ele é aberto à inscrição de autores nacionais e estrangeiros de expressão portuguesa que tenham seus livros publicados em território brasileiro, como exemplo, o escritor angolano residente atualmente no Brasil e editado pela Companhia das Letras, que teve seu livro “Avó Dezanove e o Segredo do Soviético” como um dos finalistas do ano de 2010.
A premiação é dada ao melhor livro do ano, considera-se um autor que já tenha outros livros publicados, e para o livro do ano de um autor estreante, que no caso pode ter publicado contos, poemas, mas não romances, já que no caso se considera uma estreia como romancista. O Objetivo principal do prêmio é listar o melhor da produção literária nacional de cada ano, o que, nesse caso, pode funcionar como um estímulo ao interesse pela literatura brasileira.
A organização do Prêmio é feita pela Organização Social SP Leituras.

## Laureados
Em catorze edições de existência, o Prêmio São Paulo já se tornou um dos mais importantes prêmios literários nacionais, sendo sem dúvida, o mais cobiçado devido ao seu interessante valor de premiação. A cada ano, o Melhor Livro do Ano e o Melhor Livro do Ano de Autor Estreante recebem cada um o total de R$ 200 mil, o que é o maior valor oferecido aos escritores entre os prêmios literários brasileiros.

## Obras vencedoras
Lista dos vencedores desde o início do prêmio:
| Ano  | Melhor Livro do Ano          | Melhor Livro do Ano                  |
| Ano  | Autor                        | Título                               |
| ---- | ---------------------------- | ------------------------------------ |
| 2008 | Cristóvão Tezza              | O Filho Eterno                       |
| 2009 | Ronaldo Correia de Brito     | Galiléia                             |
| 2010 | Raimundo Carrero             | A minha alma é irmã de Deus          |
| 2011 | Rubens Figueiredo            | Passageiro do Fim do Dia             |
| 2012 | Bartolomeu Campos de Queirós | Vermelho Amargo                      |
| 2013 | Daniel Galera                | Barba ensopada de sangue             |
| 2014 | Ana Luísa Escorel            | Anel de Vidro                        |
| 2015 | Estevão Azevedo              | Tempo de Espalhar Pedras             |
| 2016 | Beatriz Bracher              | Anatomia do Paraíso                  |
| 2017 | Maria Valéria Rezende        | Outros Cantos                        |
| 2018 | Ana Paula Maia               | Assim na terra Como Embaixo da terra |
| 2019 | Ana Paula Maia               | Enterre Seus Mortos                  |
| 2020 | Claudia Lage                 | O corpo interminável                 |
| 2021 | Edimilson de Almeida Pereira | Front                                |
| 2022 | Antônio Xerxenesky           | Uma tristeza infinita                |
| 2023 | Mariana Salomão Carrara      | Não fossem as sílabas do sábado      |
| 2024 | Luciany Aparecida            | Mata Doce                            |

| Ano  | Melhor Livro do Ano - Autor Estreante | Melhor Livro do Ano - Autor Estreante |
| Ano  | Autor                                 | Título                                |
| ---- | ------------------------------------- | ------------------------------------- |
| 2008 | Tatiana Salem Levy                    | A Chave de Casa                       |
| 2009 | Altair Martins                        | A Parede no Escuro                    |
| 2010 | Edney Silvestre                       | Se eu fechar os olhos agora           |
| 2011 | Marcelo Ferroni                       | Método Prático da Guerrilha           |
| 2012 | Suzana Montoro                        | Os Hungareses                         |
| 2019 | Tiago Ferro                           | O Pai da Menina Morta                 |
| 2020 | Marcelo Labes                         | Paraízo-Paraguay                      |
| 2021 | Morgana Kretzmann                     | Ao pó                                 |
| 2022 | Rita Carelli                          | Terrapreta                            |
| 2023 | Alexandre Alliatti                    | Tinta branca                          |
| 2024 | Eliane Marques                        | Louças de família                     |

| Ano  | Melhor Livro do Ano - Autor Estreante Até 40 Anos | Melhor Livro do Ano - Autor Estreante Até 40 Anos |
| Ano  | Autor                                             | Título                                            |
| ---- | ------------------------------------------------- | ------------------------------------------------- |
| 2013 | Jacques Fux                                       | Antiterapias                                      |
| 2014 | Marcos Peres                                      | O evangelho segundo Hitler                        |
| 2015 | Débora Ferraz                                     | Enquanto Deus Não Está Olhando                    |
| 2016 | Rafael Gallo                                      | Rebentar                                          |
| 2017 | Maurício de Almeida                               | A Instrução da Noite                              |
| 2018 | Aline Bei                                         | O Peso do Pássaro Morto                           |

| Ano  | Melhor Livro do Ano - Autor Estreante Mais de 40 Anos | Melhor Livro do Ano - Autor Estreante Mais de 40 Anos |
| Ano  | Autor                                                 | Título                                                |
| ---- | ----------------------------------------------------- | ----------------------------------------------------- |
| 2013 | Paula Fábrio                                          | Desnorteio                                            |
| 2014 | Veronica Stigger                                      | Opisanie swiata                                       |
| 2015 | Micheliny Verunschk                                   | Nossa Teresa - Vida e Morte de uma Santa Suicida      |
| 2016 | Marcelo Maluf                                         | A imensidão íntima dos carneiros                      |
| 2017 | Franklin Carvalho                                     | Céus e Terra                                          |
| 2018 | Cristina Judar                                        | Oito do Sete                                          |

## Detalhes do prêmio por cada ano
= vencedor

### Prêmio São Paulo de Literatura 2008
O júri inicial para o ano inaugural do Prêmio São Paulo de Literatura avaliou 146 romances apresentados por 55 editoras e 19 autores independentes. O júri inicial selecionou cinco finalistas para cada categoria, após o qual o júri final escolheu um vencedor de cada uma das categorias. A cerimônia de premiação aconteceu em 1 de dezembro de 2008, eo apresentador foi o VJ da MTV Cazé Peçanha. Todas as entradas foram publicadas pela primeira vez no Brasil em 2007.
Finalistas de Melhor Livro do Ano
- Cristóvão Tezza, O Filho Eterno, Rio de Janeiro, RJ: Editora Record, 2007. ISBN 9788501077882[8]
- Beatriz Bracher, Antonio, São Paulo, SP: Editora 34, 2007. ISBN 9788573263770
- Bernardo Carvalho, O sol se põe em São Paulo, São Paulo, SP: Companhia das Letras, 2007. ISBN 9788535909777
- Menalton Braff, A muralha de Adriano, Rio de Janeiro, RJ: Bertrand Brasil, 2007. ISBN 9788528612738
- Wilson Bueno, A copista de Kafka, São Paulo, SP: Editora Planeta do Brasil, 2007. ISBN 9788576653134

Finalistas de Melhor Livro do Ano - Autor Estreante
- Tatiana Salem Levy, A chave de casa, Rio de Janeiro, RJ: Editora Record, 2007. ISBN 9788501079275[8]
- Cecília Giannetti, Lugares que não conheço pessoas que nunca vi, Rio de Janeiro, RJ: Agir, 2007. ISBN 9788522006526
- Eduardo Baszczyn, Desamores, Rio de Janeiro, RJ: 7 Letras, 2007. ISBN 9788575773574
- Tiago Novaes, Estado vegetativo, São Paulo, SP: Callis, 2007. ISBN 9788574163154
- Wesley Peres, Casa entre vértebras, Rio de Janeiro, RJ: Editora Record, 2007. ISBN 9788501079428

Administradores do prêmio
- Curadoria: Virna Teixeira, Marcos Kirst, Marino Lobello, Frederico Barbosa, e Antonio Vicente Pietroforte[11]
- Júri Inicial: Ivana Arruda Leite, Marcia Elisa Garcia de Grandi, Marcia Tiburi, Paula Fábrio, Evandro Affonso Ferreira, Horácio Costa, Michel Sleiman, Cláudio Daniel, Julio Cesar Pimentel Pinto Filho,[12] e Marcelino Freire[11]
- Júri Final: Bernardo Ajzenberg, Fabio de Souza Andrade, Marisa Lajolo, José Castello, e Samuel Seibel[9]

### Prêmio São Paulo de Literatura 2009
O São Paulo 2009 Prémio de Literatura recebeu 217 inscrições de romances de 75 editoras e 13 autores independentes, (um aumento de 48% em relação ao ano anterior). A partir dessas observações, o júri selecionou 10 finalistas inicial para cada categoria (um aumento de cinco no ano anterior), que foram anunciadas em 30 de maio de 2009, no Segundo Festival da Mantiqueira. Entre os finalistas estava um livro com dois autores. Todas as entradas foram publicadas pela primeira vez no Brasil em 2008.
Os vencedores escolhidos pelo júri final foram anunciados em 3 de agosto de 2009 em uma cerimônia no Museu da Língua Português. O anúncio foi feito pelo governador de São Paulo, José Serra, e do Secretário de Cultura do Estado de São Paulo, João Sayad. A cerimônia contou com a presença do prefeito de São Paulo, Gilberto Kassab, o Secretário da Educação do Estado de São Paulo, Paulo Renato Souza, o Secretário de Relações Institucionais do Estado de São Paulo, José Henrique Reis Lobo, o Coordenador da Unidade de Fomento e Difusão de Produção Cultural da SEC, André Sturm, e vários proeminentes figuras literárias, além da 20 finalistas.
Finalistas de Melhor Livro do Ano
- Ronaldo Correia de Brito, Galiléia, Rio de Janeiro, RJ: Editora Objetiva, 2008. ISBN 9788560281589[16]
- Carola Saavedra, Flores azuis, São Paulo, SP: Companhia das Letras, 2008. ISBN 9788535913040
- João Gilberto Noll, Acenos e Afagos, Rio de Janeiro, RJ: Editora Record, 2008. ISBN 9788501082091
- José Saramago, A Viagem do Elefante, São Paulo, SP: Companhia das Letras, 2008. ISBN 9788535913415
- Livia Garcia-Roza, Milamor, Rio de Janeiro, RJ: Editora Record, 2008. ISBN 9788501084415
- Maria Esther Maciel, O Livro dos Nomes, São Paulo, SP: Companhia das Letras, 2008. ISBN 9788535911640
- Milton Hatoum, Órfãos do Eldorado, São Paulo, SP: Companhia das Letras, 2008. ISBN 9788535911671
- Moacyr Scliar, Manual da Paixão Solitária, São Paulo, SP: Companhia das Letras, 2008. ISBN 9788535913552
- Silviano Santiago, Heranças, Rio de Janeiro, RJ: Rocco, 2008. ISBN 9788532523525
- Walther Moreira Santos, O Ciclista, Belo Horizonte, MG: Autêntica, 2008. ISBN 9788575263471

Finalistas de Melhor Livro do Ano - Autor Estreante
- Altair Martins, A Parede no Escuro, Rio de Janeiro, RJ: Editora Record, 2008. ISBN 9788501080554[16]
- Contardo Calligaris, O Conto do Amor, São Paulo, SP: Companhia das Letras, 2008. ISBN 9788535912043
- Estevão Azevedo, Nunca o Nome do Menino, São Paulo, SP: Terceiro Nome, 2008. ISBN 9788578160289
- Francisco Azevedo, O Arroz De Palma, Rio de Janeiro, RJ: Editora Record, 2008. ISBN 9788501081940
- Javier Arancibia Contreras, Imóbile, Rio de Janeiro, RJ: 7 Letras, 2008. ISBN 9788575775493
- Marcus Vinicius de Freitas, Peixe Morto, Belo Horizonte, MG: Autêntica, 2008. ISBN 9788575263693
- Maria Cecília Gomes dos Reis, O Mundo Segundo Laura Ni, São Paulo, SP: Editora 34, 2008. ISBN 9788573264135
- Rinaldo Fernandes, Rita no Pomar, Rio de Janeiro, RJ: 7 Letras, 2008. ISBN 9788575775134
- Sérgio Guimarães, Zé, Mizé, Camarada André, Rio de Janeiro, RJ: Editora Record, 2008. ISBN 9788501082558
- Vanessa Barbara e Emilio Fraia, O Verão do Chibo, Rio de Janeiro, RJ: Objetiva, 2008. ISBN 9788560281510

Administradores do prêmio
- Curadoria: Antonio Dimas, Beth Brait, Julio Cesar Pimentel Pinto Filho,[12] Manuel da Costa Pinto, e Marino Lobello (que também foi membro na curadoria para o prêmio de 2008).[15]
- Júri Inicial: Ivan Marques (professor), Marcos Moraes (professor), Menalton Braff (escritor e finalista para o prêmio de 2008), Fernando Paixão (escritor), Paula Fabrio (livreira), José Carlos Honório (livreiro), Marcelo Pen (crítico literário), Josélia Aguiar (crítica literária), Márcia de Grandi (leitora), e Mario Vitor Santos (leitor).[14]
- Júri Final: Cristóvão Tezza (escritor e vencedor do prêmio de 2008), Luis Antonio Giron (crítico literário), Walnice Nogueira Galvão (professora), Aldo Bocchini (livreiro), e Claudiney Ferreira (leitor).[15]

### Prêmio São Paulo de Literatura 2010
A lista dos dez finalistas de cada categoria escolhida pelo júri inicial para o Prémio São Paulo de Literatura 2010 foi anunciado oficialmente no Festival da Mantiqueira, em São Francisco Xavier, São Paulo em 29 de maio de 2010 pelo governador Alberto Goldman. Os finalistas incluído Bernardo Carvalho, que fez sua segunda aparição, tendo feito anteriormente na lista em 2008, e Ivana Arruda Leite, que tinha servido no júri inicial para o Prêmio de 2008.
Originalmente havia 217 entradas em consideração pelo júri inicial. Todas as entradas foram publicadas pela primeira vez no Brasil em 2009. Os vencedores escolhidos pelo júri final foram concedidos seus prêmios pela Secretaria de Cultura do Estado de São Paulo, Andrea Matarazzo, em nome do governador de São Paulo, em 2 de agosto de 2010 em uma cerimônia no Museu da Língua Português.
Finalistas de Melhor Livro do Ano
- Raimundo Carrero, A Minha Alma É Irmã de Deus, Rio de Janeiro, RJ: Editora Record, 2009. ISBN 9788501086648[19]
- Bernardo Carvalho, O Filho da Mãe, São Paulo, SP: Companhia das Letras, 2009. ISBN 9788535913965
- Chico Buarque, Leite Derramado, São Paulo, SP: Companhia das Letras, 2009. ISBN 9788535914115
- João Ubaldo Ribeiro, O Albatroz Azul, Rio de Janeiro, RJ: Nova Fronteira, 2009. ISBN 9788520923863
- Luiz Ruffato, Estive em Lisboa e Lembrei de Você, São Paulo, SP: Companhia das Letras, 2009. ISBN 9788535915259
- Ondjaki, AvóDezanove e o Segredo do Soviético, São Paulo, SP: Companhia das Letras, 2009. ISBN 9788535914702
- Paulo Rodrigues, As Vozes do Sótão, São Paulo, SP: Cosac Naify, 2009. ISBN 9788575038338
- Reinaldo Moraes, Pornopopeia, Rio de Janeiro, RJ: Editora Objetiva, 2008. ISBN 9788573029444
- Ricardo Lísias, O Livro dos Mandarins, Rio de Janeiro, RJ: Alfaguara, 2009. ISBN 9788560281978
- Rodrigo Lacerda, Outra Vida, Rio de Janeiro, RJ: Alfaguara, 2009. ISBN 9788560281855

Finalistas de Melhor Livro do Ano - Autor Estreante
- Edney Silvestre, Se Eu Fechar os Olhos Agora, Rio de Janeiro, RJ: Editora Record, 2009. ISBN 9788501088109[19]
- Brisa Paim Duarte, A morte de Paula D., Maceió, AL: EDUFAL: Faculdade de Letras, Universidade Federal de Alagoas, 2009. ISBN 9788571774537
- Carlos de Brito e Mello, A Passagem Tensa dos Corpos, São Paulo, SP: Companhia das Letras, 2009. ISBN 9788535915730
- Carol Bensimon, Sinuca Embaixo D'Água, São Paulo, SP: Companhia das Letras, 2009. ISBN 9788535915143
- Cíntia Lacroix, Sanga Menor, Porto Alegre, RS: Dublinense, 2009. ISBN 9788562757020
- Claudia Lage, Mundos de Eufrásia, Rio de Janeiro, RJ: Editora Record, 2009. ISBN 9788501083357
- Ivana Arruda Leite, Hotel Novo Mundo, São Paulo, SP: Editora 34, 2009. ISBN 9788573264227
- Ivone Castilho Benedetti, Immaculada, São Paulo, SP: WMF Martins Fontes, 2009. ISBN 9788578271398
- Lívia Sganzerla Jappe, Cisão, Rio de Janeiro, RJ: 7 Letras, 2009. ISBN 9788575776124
- Maria Carolina Maia, Ciranda de Nós, São Paulo, SP: Grua Livros, 2009. ISBN 9788561578091

Administradores do prêmio
- Curadoria:
- Júri Inicial: Egle Amato, Estevão Azevedo (escritor e finalista para o prêmio de autores estreantes de 2009), Javier Arancibia Contreras (escritor e finalista para o prêmio de autores estreantes de 2009), João Luís Ceccantini, Josélia Aguiar (crítico literário e membro do júri inicial do prêmio de 2009), Cida Saldanha, Norma Ferreira, Ricardo Daumas, Rinaldo Gama, e Rosemary Conceição dos Santos.[17]
- Júri Final: Walther Moreira Santos (finalista para o prêmio de 2009), Luiz Felipe Pondé, Moacyr Scliar (finalista para o prêmio de 2009), Plínio Martins, e Valentim Facioli.[18]

### Prêmio São Paulo de Literatura 2011
O júri inicial para o Prêmio São Paulo de Literatura 2011 avaliou 221 romances—104 para o prêmio principal e 117 para o prêmio de autor estreante. A lista dos dez finalistas de cada categoria foi oficialmente anunciado na quarta Festival da Mantiqueira, em São Francisco Xavier em 28 de maio de 2011. Entre os finalistas foram Evandro Affonso Ferreira, que tinha sido no júri inicial para o prêmio de 2008, Menalton Braff, que tinha sido um dos finalistas para o prêmio de 2008 e no júri inicial para o prêmio de 2009, e Carola Saavedra, que havia sido finalista em 2009. Os vencedores escolhidos pelo júri final foi anunciado em 1 de agosto de 2011, em uma cerimônia no Museu da Língua Português. Todas as entradas foram publicadas pela primeira vez no Brasil em 2010.
Finalistas de Melhor Livro do Ano
- Rubens Figueiredo, Passageiro do Fim do Dia, São Paulo, SP: Companhia das Letras, 2010. ISBN 9788535917604[21]
- Adriana Lisboa, Azul-corvo, Rio de Janeiro, RJ: Rocco, 2010. ISBN 9788532525987
- Carola Saavedra, Paisagem com Dromedário, São Paulo, SP: Companhia das Letras, 2010. ISBN 9788535916386
- Evandro Affonso Ferreira, Minha Mãe se Matou sem Dizer Adeus, Rio de Janeiro, RJ: Editora Record, 2010. ISBN 9788501090935.
- Joca Reiners Terron, Do Fundo do Poço se Vê a Lua, São Paulo, SP: Companhia das Letras, 2010. ISBN 9788535916522
- Menalton Braff, Bolero de Ravel, São Paulo, SP: Global, 2010. ISBN 9788526015142
- Miguel Sanches Neto, Chá das Cinco com o Vampiro, Rio de Janeiro, RJ: Editora Objetiva, 2010. ISBN 9788539000463
- Nelson de Oliveira, Poeira: Demônios e Maldições, Rio de Janeiro, RJ: Língua Geral, 2010. ISBN 9788560160396
- Ronaldo Wrobel, Traduzindo Hannah, Rio de Janeiro, RJ: Editora Record, 2010. ISBN 9788501091147
- Sérgio Mudado, Os Negócios Extraordinários de um certo Juca PeraltaBelo Horizonte, MG: Crisálida, 2010. ISBN 9788587961624

Finalistas de Melhor Livro do Ano - Autor Estreante
- Marcelo Ferroni, Método Prático da Guerrilha, São Paulo, SP: Companhia das Letras, 2010. ISBN 9788535917482[21]
- Andréa del Fuego, Os Malaquias, Rio de Janeiro, RJ: Língua Geral, 2010. ISBN 9788560160501
- Bráulio Mantovani, Perácio - Relato Psicótico, São Paulo, SP: Leya, 2010. ISBN 9788580440218
- Eduardo Giannetti, A Ilusão da Alma: Biografia de uma Ideia Fixa, São Paulo, SP: Companhia das Letras, 2010. ISBN 9788535917055
- Gabriela Guimarães Gazzinelli, Prosa de Papagaio, Rio de Janeiro, RJ: Editora Record, 2010. ISBN 9788501090973
- Hélio Pólvora, Inúteis Luas Obscenas, São Paulo, SP: Casarão do Verbo, 2010. ISBN 9788561878016
- Luis Alberto Brandão, Manhã do Brasil, São Paulo, SP: Scipione, 2010. ISBN 9788526278523
- Marcelo Cid, Os Unicórnios, Rio de Janeiro, RJ: 7 Letras, 2010. ISBN 9788575776377
- Marco Lucchesi, O Dom do Crime, Rio de Janeiro, RJ: Editora Record, 2010. ISBN 9788501091680
- Reni Adriano, Lugar, Rio de Janeiro, RJ: Tinta Negra, 2010. ISBN 9788563114051

Administradores do prêmio
- Curadoria:
- Júri Inicial: Anna Maria Martins, Cibele Lopresti Costa, Donizete Galvão de Souza, Helena Bonito Couto Pereira, Luiz Avelino de Lima, Luiz Gonzaga Marchezan, Maria Antonia Pavan de Santa Cruz, Maria da Aparecida Saldanha, Mirna Queiroz dos Santos, e Rodrigo Vilella.[20]
- Júri Final: Ignácio de Loyola Brandão, Alexandre Martins Fontes, Ruy Altenfelder, Regina Dalcastagnè, e Francisco Foot Hardman.[21]

### Prêmio São Paulo de Literatura 2012
O júri inicial para o Prêmio São Paulo de literatura 2012 avaliou 209 romances, 90 dos quais vieram de autores "veteranos," e 119 dos quais vieram de autores estreantes. Em 2 de agosto de 2012, a Secretaria de Cultura do Estado de São Paulo anunciou os 10 finalistas para cada categoria. Incluído entre os finalistas foi o reaparecimento de Tatiana Salem Levy, que havia vencido o Prêmio São Paulo de Literatura 2008 para autores estreantes, Luiz Ruffato que tinha sido um dos finalistas para o prêmio principal de 2010, e Hélio Pólvora que tinha sido um dos finalistas para o prêmio de autor estreante em 2011. Bartolomeu Campos de Queirós morreu em janeiro de 2012, mas ainda foi feita uma finalista e autorizado a competir in memorian. Sua novela finalmente ganhou o prêmio. Bartolomeu Campos de Queirós foi representado na cerimônia de premiação por sua editora, Isabel Coelho, que aceitou o prêmio em seu nome e afirmou o dinheiro do prêmio iria para sua família. Os vencedores escolhidos pelo júri final foram anunciados pelo governador Geraldo Alckmin em 24 de setembro de 2012, no Museu da Língua Português. Todas as entradas foram publicadas pela primeira vez no Brasil em 2011.
Finalistas de Melhor Livro do Ano
- Bartolomeu Campos de Queirós, Vermelho Amargo, São Paulo, SP: Cosac Naify, 2011. ISBN 9788575039625[23]
- Adriana Lunardi, A Vendedora de Fósforos, Rio de Janeiro, RJ: Rocco, 2011. ISBN 9788532526885
- Domingos Pellegrini, Herança de Maria, São Paulo, SP: Leya, 2011. ISBN 9788580440942
- Hélio Pólvora, Don Solidon, Casarão do Verbo, 2011. ISBN 9788561878115
- Luiz Ruffato, Domingos sem Deus, Rio de Janeiro, RJ: Editora Record, 2011. ISBN 9788501075123
- Luiz Vilela, Perdição, Rio de Janeiro, RJ: Editora Record, 2011. ISBN 9788501095244
- Michel Laub, Diário da Queda, São Paulo, SP: Companhia das Letras, 2011. ISBN 9788535918175
- Paulo Scott, Habitante Irreal, Rio de Janeiro, RJ: Alfaguara, 2011. ISBN 9788579621079
- Silvio Lancellotti, Em Nome do Pai dos Burros, São Paulo, SP: Global, 2011. ISBN 9788526015913
- Tatiana Salem Levy, Dois Rios, Rio de Janeiro, RJ: Editora Record, 2011. ISBN 9788501096197

Finalistas de Melhor Livro do Ano - Autor Estreante
- Suzana Montoro, Os Hungareses, São Paulo, SP: Ofício da Palavra, 2011. ISBN 9788560728282[23]
- Ana Mariano, Atado de Ervas, Porto Alegre, RS: L&PM, 2011. ISBN 9788525424570
- Bernardo Kucinski, K., São Paulo, SP: Expressão Popular, 2011. ISBN 9788577431892
- Chico Lopes, O Estranho no Corredor, São Paulo, SP: Editora 34, 2011. ISBN 9788573264777
- Edmar Monteiro Filho, Fita Azul, São Paulo, SP: Babel, 2011. ISBN 9788581111544
- Eliane Brum, Uma Duas, São Paulo, SP: Leya, 2011. ISBN 9788580441239
- Julián Fuks, Procura do Romance, Rio de Janeiro, RJ: Editora Record, 2011. ISBN 9788501094742
- Luciana Hidalgo, O Passeador, Rio de Janeiro, RJ: Rocco, 2011. ISBN 9788532527158
- Marcos Bagno, As Memórias de Eugênia, Curitiba, PR: Editora Positivo, 2011. ISBN 9788538548744
- Susana Fuentes, Luzia, Rio de Janeiro, RJ: 7 Letras, 2011. ISBN 9788575779187

Administradores do prêmio
- Curadoria: José Renato Nalini (secretário-geral da Academia Paulista de Letras), Joaquim Maria Botelho (escritor e jornalista), José Castilho Marques Neto (presidente da Fundação Editora UNESP e presidente da Associação Brasileira dos Editores Universitários), Marisa Lajolo (professora, escritora, e membro de júri final do prêmio de 2008), e Márcia Elisa Grandi (bibliotecária).[26]
- Júri Inicial: Marcos Antonio de Moraes (professor de Literatura de USP), Francisco Foot Hardman (professor de Literatura de Unicamp e membro de júri final do prêmio de 2011), Maria da Aparecida Saldanha (professora de Literatura de USP e membro de júri inicial do prêmio de 2011), Margaret Alves Antunes (bibliotecária), Luis Avelino de Lima (escritor), Ricardo de Medeiros Ramos Filho (escritor), Egle Rita Amato (livreiro), Maria Zilda da Cunha (livreira), Vitor Tavares da Silva Filho (livreiro), e Manuel da Costa Pinto (crítico e membro de curadoria do prêmio de 2009).[26]
- Júri Final: Helena Bonito Couto Pereira (professora e member de júri inicial de 2011), Fernando Augusto Magalhães Paixão (escritor, professor e membro de júri inicial de 2009), Lucio Claudio Zaccara (livreiro), Fábio Lucas Gomes (crítico literário), e Djair Rodrigues de Souza (bibliotecário).[24]

### Prêmio São Paulo de Literatura 2013
As inscrições para a edição 2013 do prêmio abriu em 5 de junho de 2013, juntamente com uma notificação de uma mudança na estrutura prêmio. Sob a nova estrutura o prêmio de 2013 para o melhor livro do ano ficaria em R$200.000, enquanto o prémio para o melhor livro do ano por um autor estreante seria dividido, com R$100.000 para o melhor livro de uma autor estreante até 40 anos e R$100.000 para o melhor livro de um autor estreante mais de 40 anos. Um autor que já publicou livros em outros gêneros ainda é considerado um autor estreante se o livro inscrita é o seu primeiro romance.
Entre 187 obras inscritos, 168 foram habilitados e entraram na competição. Os 20 livros finalistas foram anunciados na quinta-feira de 10 de outubro de 2013, cuatro na categoria de Autor Estreante Até 40 Anos, seis na categoria de Autor Estreante Mais de 40 Anos, e dez na categoria principal do Melhor Livro do Ano. O anúncio dos vencedoras será feito no 25 de novembro, no Museu da Língua Portuguesa.
Finalistas de Melhor Livro do Ano
- Daniel Galera, Barba ensopada de sangue, São Paulo, SP: Companhia das Letras, 2012. ISBN 9788535921878
- Elvira Vigna, O que deu para fazer em matéria de história de amor, São Paulo, SP: Companhia das Letras, 2012. ISBN 9788535920796
- Evandro Affonso Ferreira, O mendigo que sabia de cor os adágios de Erasmo Rotterdam, Rio de Janeiro, RJ: Record, 2012. ISBN 9788501096418
- Francisco J.C. Dantas, Caderno de ruminações, Rio de Janeiro, RJ: Objetiva, 2012. ISBN 9788579621338
- José Luiz Passos, O sonâmbulo amador, Rio de Janeiro, RJ: Objetiva, 2012. ISBN 9788579621635
- Miguel Sanches Neto, A máquina de madeira, São Paulo, SP: Companhia das Letras, 2012. ISBN 9788535921922
- Ricardo Lísias, O céu dos suicidas, Rio de Janeiro, RJ: Objetiva, 2012. ISBN 9788579621253
- Ronaldo Correia de Brito, Estive lá fora, Rio de Janeiro, RJ: Objetiva, 2012. ISBN 9788579621543
- Xico Sá, Big Jato, São Paulo, SP: Companhia das Letras, 2012. ISBN 9788535921816
- Zuenir Ventura, Sagrada família, Rio de Janeiro, RJ: Objetiva, 2012. ISBN 9788579621413

Finalistas de Melhor Livro do Ano - Autor Estreante Até 40 Anos
- Jacques Fux, Antiterapias, Belo Horizonte, MG: Scriptum, 2012. ISBN 9788589044530
- Luisa Geisler, Quiçá, Rio de Janeiro, RJ: Record, 2012. ISBN 9788501099860
- Raphael Montes de Carvalho, Suicidas, São Paulo, SP: Benvirá, 2012. ISBN 9788564065574

Finalistas de Melhor Livro do Ano - Autor Estreante Mais de 40 Anos
- Paula Fábrio, Desnorteio, São Paulo, SP: Patuá, 2012. ISBN 9788564308701
- Antonio Geraldo Figueiredo Ferreira,As visitas que hoje estamos, São Paulo, SP: Iluminuras, 2012. ISBN 9788573213768
- Luize Valente, O segredo do oratório, Rio de Janeiro, RJ: Record, 2012. ISBN 9788501098542
- Maria Silvia de Souza Camargo, Quando ia me esquecendo de você, Rio de Janeiro, RJ: 7 Letras, 2012. ISBN 9788575779866
- Roberto Schaan Ferreira, Por que os ponchos são negros?, Editora da Cidade, 2012. ISBN 9788565526050
- Rodrigo Fonseca Barbosa, O homem que não sabia contar histórias, Rio de Janeiro, RJ: Record, 2012. ISBN 9788501094124

Administradores do prêmio
- Curadoria: Lígia Fonseca Ferreira, Marcia Elisa Garcia de Grandi, Maria de Lourdes Ortiz Gandini Baldan, Marisa Philbert Lajolo, and Quartim de Moraes.
- Júri Inicial: Ana Lúcia Trevisan, Gênese Andrade da Silva, José Roberto Barreto Lins Filho, Marco Antonio de Moraes, Maria da Aparecida Saldanha, Ricardo Ramos Filho, Sandra Regina Ferro Espilotro, Silvio Lancellotti, Sylvia Helena Telarolli de Almeida Leite e Vera Sá.
- Júri Final: Benjamin Abdala Junior, Cassiano Elek Machado, Margaret Alves Antunes, Ronaldo Cagiano Barbosa, e Ubiratan Brasil

### Prêmio São Paulo de Literatura 2015
Houve um aumento de 40% nas inscrições em relação ao ano anterior. Chegando a um total de 215 livros, 111 autores veteranos e 104 estreantes, entre os quais foram eleitos os 21 finalistas, de nove estados brasileiros. O vencedor de Melhor Livro do Ano leva para casa R$ 200 mil como prêmio, enquanto os estreantes ganham R$ 100 mil cada.
Finalistas de Melhor Livro do Ano
- Estevão Azevedo, Tempo de Espalhar Pedras, São Paulo, SP: Cosac Naify, 2014. ISBN 9788540507593
- Alberto Mussa, A Primeira História do Mundo, Rio de Janeiro, RJ: Record, 2014. ISBN 9788501031754
- Antônio Xerxenesky, F, Rio de Janeiro, RJ: Rocco, 2014. ISBN 9788532529190
- Chico Buarque, O Irmão Alemão, São Paulo, SP: Companhia das Letras, 2014. ISBN 9788535925159
- Cristóvão Tezza, O Professor, Rio de Janeiro, RJ: Record, 2014. ISBN 9788501102126
- Evandro Affonso Ferreira, Os Piores Dias da Minha Vida Foram Todos, Rio de Janeiro, RJ: Record, 2014. ISBN 9788501065520
- Heloisa Seixas, O Oitavo Selo, São Paulo, SP: Cosac Naify, 2014. ISBN 9788540507692
- João Anzanello Carrascoza, Caderno de um Ausente, São Paulo, SP: Cosac Naify, 2014. ISBN 9788540506558
- Silviano Santiago, Mil Rosas Roubadas, São Paulo, SP: Companhia das Letras, 2014. ISBN 9788535924541
- Socorro Acioli, A Cabeça do Santo, São Paulo, SP: Companhia das Letras, 2014. ISBN 978-8535923698

Finalistas de Melhor Livro do Ano - Autor Estreante Até 40 Anos
- Débora Ferraz, Enquanto Deus Não Está Olhando, Rio de Janeiro, RJ: Record, 2014. ISBN 9788501039750
- André Viana, O Doente, São Paulo, SP: Cosac Naify, 2014. ISBN 9788540506121
- Caio Yurgel, Samba Sem Mim, São Paulo, SP, Saraiva/Benvirá, 2014. ISBN 9788582401149
- Mariana Portella, O Outro Lado da Sombra, Rio de Janeiro, RJ: Rocco, 2014. ISBN 9788532529282

Finalistas de Melhor Livro do Ano - Autor Estreante Mais de 40 Anos
- Micheliny Verunschk, Nossa Teresa - Vida e Morte de uma Santa Suicida, São Paulo, SP: Patuá, 2014. ISBN 9788582971215
- Eliana Cardoso, Bonecas Russas, São Paulo, SP: Companhia das Letras, 2014. ISBN 9788535924626
- Elisa Lucinda,Fernando Pessoa, o Cavaleiro de Nada, Rio de Janeiro, RJ: Record, 2014. ISBN 9788501402509
- Heliete Vaitsman, O Cisne e o Aviador, Rio de Janeiro, RJ: Rocco, 2014. ISBN 9788532528780
- Míriam Leitão, Tempos Extremos, Intrínsceca, 2014. ISBN 9788580575231
- Rodrigo Garcia Lopes, O Trovador, Rio de Janeiro, RJ: Record, 2014. ISBN 9788501030344
- Vanessa Maranha, Contagem Regressiva, Selo Off Flip, 2014. ISBN  9788562705274

Administradores do prêmio
- Curadoria: Lígia Fonseca Ferreira, Marcia Elisa Garcia de Grandi, José Castilho Marques Neto, Pierre André Ruprecht, e Samuel de Vasconcelos Titan Junior.
- Júri Inicial: Gênese Andrade da Silva, Jorge Mattos Brito de Almeida, José Luiz Chicani Tahan, Maria da Aparecida Saldanha, Maria Rita Sigaud Soares Palmeira, Michel Laub, Mirhiane Mendes de Abreu, Regina dos Anjos Fazioli, Ricardo de Medeiros Ramos Filho e Sandra Regina Ferro Espilotro.
- Júri Final: Francisco Foot Hardman, Jiro Takahashi, Maria Fernanda de Carvalho Rodrigues, Rogério Pereira, e Sylvia de Albernaz Machado do Carmo Guimarães.

### Prêmio São Paulo de Literatura 2016
O júri final foi formado por Adriano Schwartz, Elisabeth Brait, Estêvão Andozia Azevêdo, Heloisa Beatriz Goulart Jahn e Ronald Polito de Oliveira.
Finalistas de Melhor Livro de Romance do Ano
- Beatriz Bracher – Anatomia do paraíso (Editora 34)
- João Almino – Enigmas da primavera (Record)
- Julián Fuks – A resistência (Companhia das Letras)
- Marcelo Rubens Paiva – Ainda estou aqui (Alfaguara)
- Mia Couto – Mulheres de cinzas]] – As areias do imperador (Companhia das Letras)
- Nei Lopes – Rio Negro, 50 (Record)
- Noemi Jaffe – Írisz: As orquídeas (Companhia das Letras)
- Paula Fábrio – Um dia toparei comigo (Editora Foz)
- Raimundo Carrero – O senhor agora vai mudar de corpo (Record)
- Santana Filho – A casa das marionetes (Editora Reformatório)

Finalistas de Melhor Livro do Ano de Romance – Autor Estreante com mais de 40 anos (R$ 100 mil)
- Eda Nagayama – Desgarrados (Cosac Naify)
- Marcelo Maluf – A imensidão íntima dos carneiros (Editora Reformatório)
- Robertson Frizero – Longe das aldeias (Editora Dublinense)

Finalistas de Melhor Livro do Ano de Romance – Autor Estreante com menos de 40 anos (R$ 100 mil)
- Alex Sens – O frágil toque dos mutilados (Autêntica)
- Isabela Noronha – Resta um (Companhia das Letras)
- Julia Dantas – Ruína y leveza (Não Editora)
- Rafael Gallo – Rebentar (Record)
- Sheyla Smanioto – Desesterro (Record)
- Tércia Montenegro – Turismo para cegos (Companhia das Letras)
- Tomas Rosenfeld – Para não dizer que não falei de Flora (7 Letras)[32]

### Prêmio São Paulo de Literatura 2017
O júri final foi formado por Alcir Pécora, Cintia Alves, Flavio Cafiero, Leyla Perrone-Moisés e Livia Deorsola.
Finalistas de Melhor Livro de Romance do Ano
- Bernardo Carvalho - Simpatia pelo demônio (Cia. das Letras)
- Flávio Izhaki - Tentativas de capturar o ar (Rocco)
- Javier Arancibia Contreras - Soy loco por ti, América (Cia. das Letras)
- José Luiz Passos - O marechal de costas (Alfaguara)
- Maria Valéria Rezende - Outros cantos (Alfaguara)
- Michel Laub - O tribunal da quinta-feira (Cia. das Letras)
- Miguel Sanches Neto - A bíblia de Che (Cia. das Letras)
- Ricardo Lísias - A vista particular (Alfaguara)
- Silviano Santiago - Machado (Cia. das Letras)
- Victor Heringer - O amor dos homens avulsos (Cia. das Letras)

Finalistas de melhor livro do ano de romance – autor estreante com mais de 40 anos
- Antonio Cestaro - Arco de Virar Réu (Tordesilhas | Alaúde)
- Franklin Carvalho - Céus e terra (Record)
- Martha Batalha - A vida invisível de Eurídice Gusmão (Cia. das Letras)
- Priscila Gontijo - Peixe Cego (7 Letras)
- Tina Correia - Essa menina (Alfaguara)

Finalistas de melhor livro do ano de romance – autor estreante com menos de 40 anos
- Alexandre Marques - Entropia (Editora Record)
- André Timm - Modos Inacabados de morrer (Editora Oito e Meio)
- Maurício de Almeida - A instrução da noite (Editora Rocco)
- Raul Ruas -  Em torno dos 26 anos: Quando predominam tons tristes, vaidosos e politicamente incorretos (Editora 7 Letras)
- Robson Viturino - Do outro lado do rio  (Editora Nós)[33][34]

### Prêmio São Paulo de Literatura 2018
O júri foi formado por Ubiratan Brasil, Jiro Takahashi, Julián Fuks, Moacir Amâncio e Neide de Almeida.
Finalistas de Melhor livro de romance do ano
- Ana Paula Maia - Assim na terra como embaixo da terra (Record)[37]
- Carol Bensimon - O Clube dos jardineiros de fumaça (Cia das Letras)
- Evandro Affonso Ferreira - Nunca houve tanto fim como agora (Record)
- Heloísa Seixas - Agora e na hora (Cia das Letras)
- Joca Reiners Terron - Noite dentro da noite (Cia das Letras)
- Leonardo Brasiliense - Roupas sujas (Cia das Letras)
- Marcelo Mirisola - Como se me fumasse (34)
- Márcia Barbieri - O enterro do lobo branco (Patuá)
- Micheliny Verunschk - O peso do coração de um homem (Patuá)
- Milton Hatoum - A noite da espera (Cia das Letras)

Finalistas de Melhor livro do ano de romance - autor estreante com mais de 40 anos
- Carlos Eduardo Pereira - Enquanto os dentes (Todavia)
- Cinthia Kriemler - Todos os abismos convidam para um mergulho (Patuá)
- Cristiano Baldi - Correr com rinocerontes (Não Editora)
- Cristina Judar - Oito do sete (Reformatório)[37]
- José Roberto Walker - Neve na manhã de São Paulo (Cia das Letras)
- Leonor Cione - O estigma de L. (Quelônio)

Finalistas de Melhor Livro do ano de romance - Autor estreante com menos de 40 anos
- Aline Bei - O peso do pássaro morto (Nós)[37]
- José Almeida Júnior - Última hora (Record)
- Mauro Paz - Entre lembrar e esquecer (Patuá)
- Tiago Feijó - Diário da casa arruinada (Penalux)[38]

### Prêmio São Paulo de Literatura 2019
O júri da edição foi formado por: Daniel de Mesquita Benevides; Dionisius Amêndola; Fábio Silvestre Cardoso; Fernanda Rodrigues de Miranda; Isabel Lopes Coelho; José Fernando Mafra Carbonieri; Juliana Pasquarelli Perez; Mariana Ianelli Aquino; Regina Helena Pires de Brito; Ricardo de Medeiros Ramos Filho.
Finalistas Melhor Livro de Romance de Ficção de 2018
- Alberto Mussa – A biblioteca elementar (Record)
- Ana Paula Maia – Enterre seus mortos (Cia das Letras)
- André de Leones – Eufrates (José Olympio)
- Carola Saavedra – Com armas sonolentas (Cia das Letras)
- Cristovão Tezza – A tirania do amor (Todavia)
- Flavio Cafiero – Espera passar o avião (Todavia)
- Ignácio de Loyola Brandão – Desta terra nada vai sobrar, a não ser o vento que sopra sobre ela (Global)
- Martha Batalha – Nunca houve um castelo (Cia das Letras)
- Mauricio Lyrio – O imortal (Cia das Letras)
- Ronaldo Correia de Brito – Dora sem véu (Alfaguara)

Finalistas Melhor Livro de Romance de Ficção de Estreia do Ano de 2018
- Daniela Stoll – Do lado de dentro do mar (Patuá)
- Deborah Dornellas – Por cima do mar (Patuá)
- Érico Nogueira – Contra um bicho da terra tão pequeno (Filocalia)
- Fred Di Giacomo – Desamparo (Reformatório)
- Giovana Madalosso – Tudo pode ser roubado (Todavia)
- Gustavo Linhares – O infeliz das Costa Oca (Patuá)
- Juliana Leite – Entre as mãos (Record)
- Luciana Annunziata – Os cadernos do desencontro de Antônio Guerra (Quelônio)
- Paulo Schmidt – Anjo negro (Cepe)
- Tiago Ferro – O pai da menina morta (Todavia)

Administradores do prêmio
Curadores: Anna Maria Martins; Joselia Bastos de Aguiar; Maria Cecília Closs Scharlach; Martim Vasques da Cunha de Eça e Almeida;
Júri: Daniel de Mesquita Benevides; Dionisius Amêndola; Fábio Silvestre Cardoso; Fernanda Rodrigues de Miranda; Isabel Lopes Coelho; José Fernando Mafra Carbonieri; Juliana Pasquarelli Perez; Mariana Ianelli Aquino; Regina Helena Pires de Brito; Ricardo de Medeiros Ramos Filho.

### Prêmio São Paulo de Literatura 2020
A Secretaria de Cultura e Economia Criativa do Estado anunciou os ganhadores da 13,ª edição do Prêmio São Paulo de Literatura, o maior do País em premiação individual para o gênero em 9 de dezembro de 2020. A carioca Claudia Lage conquistou a categoria de “Melhor Romance de Ficção do ano de 2019”, com a obra O Corpo Interminável, da Editora Record, enquanto o catarinense Marcelo Labes venceu na categoria “Melhor Romance de Ficção de Estreia do ano de 2019”, com o livro Paraízo-Paraguay, da Editora Caiaponte. Cada ganhador recebeu o prêmio de R$ 200 mil.
Finalistas de Melhor livro de romance de ficção de 2019
- Adriana Lisboa - Todos os Santos (Editora Schwarcz)
- Claudia Lage - O Corpo Interminável (Editora Record)
- Javier Contreras - Crocodilo (Editora Schwarcz)
- João Anzanello Carrascoza - Elegia do Irmão (Editora Schwarcz)
- Joca Reiners Terron - A Morte e o Meteoro (Editora Todavia)
- Julián Fuks - A Ocupação (Editora Schwarcz)
- Maria Valéria Rezende - Carta à Rainha Louca (Editora Schwarcz)
- Milton Hatoun - Pontos de Fuga (Editora Schwarcz)
- Patrícia Melo - Mulheres Empilhadas (Editora Casa dos Mundos)
- Paulo Scott - Marrom e Amarelo (Editora Schwarcz)

Finalistas de Melhor Livro de Romance de Ficção de Estreia do Ano de 2019
- Carol Rodrigues - O melindre nos dentes da Besta (7Letras)
- Davi Boaventura - Mônica vai jantar (Dublinense)
- Felipe Holloway - O legado de nossa miséria (Record)
- Gabriela Aguerre - O quarto branco (Todavia)
- José Rezende Jr. - A cidade inexistente (7 Letras)
- Lucila Losito Mantovani - Com o corpo inteiro (Pólen Livros)
- Marcelo Labes - Paraízo-Paraguay (Caiaponte)
- Miguel del Castillo - Cancún (Schwarcz)
- Natalia Borges Polesso - Controle (Schwarcz)
- Ricardo da Costa Aguiar - Das terras bárbaras (Alaúde)

Administradores do prêmio
Curadores: Martim Vasques da Cunha, João Cezar de Castro Rocha, Ignácio de Loyola Brandão e Ana Paula Maia.
Júri: Allison Leão, André de Leones, Camila Von Holdefer, Henrique Rodrigues, Karleno Bocarro, Maria Adélia Menegazzo, Mirna Queiroz, Paulo Cruz, Susana Scramim e Valéria Martins.

### Prêmio São Paulo de Literatura 2021
Ao todo, 21 obras foram selecionadas entre os 281 inscritos, sendo 11 finalistas mulheres. Vencedores estão previstos para serem revelados em dezembro de 2021. O mineiro Edimilson de Almeida Pereira e a gaúcha Morgana Kretzmann foram os grandes vencedores do Prêmio São Paulo de Literatura 2021. O circuito, que já está em sua 14ª edição, teve seus ganhadores divulgados pela Secretaria de Cultura e Economia Criativa do Estado de São Paulo.

### Finalistas de Melhor Romance do Ano de 2020[43]
- Edimilson de Almeida Pereira - Front (Nós)
- Giovana Madalosso - Suíte Tóquio (Todavia)
- Jeferson Tenório - O avesso da pele (Schwarcz)
- Maria José Silveira - Maria Altamira (Instante)
- Menalton Braff - Além do Rio dos Sinos (Reformatório)
- Michel Laub - Solução de dois estados (Schwarcz)
- Nélida Piñon - Um dia chegarei a Sagres (Record)
- Noemi Jaffe - O que ela sussurra (Schwarcz)
- Sandra Godinho - Tocaia do Norte (Penalux)
- Sheyla Smanioto - Meu corpo ainda quente (Nós)

Finalistas Melhor Romance de Estreia do Ano de 2020
- Caê Guimarães - Encontro você no oitavo round (Record)
- Emmanuel Mirdad - Oroboro baobá (Penalux)
- Eury Donavio - Fiados na esquina do céu com o inferno (Coqueiro)
- Gláucia Maria Vasconcellos Vale & Willian Vale - A mãe do ouro (Giostri)
- José Falero - Os supridores (Todavia)
- Marcela Dantés - Nem sinal de asas (Patuá)
- Mariana Brecht - Brazza (Moinhos)
- Morgana Kretzmann - Ao pó (Patuá)
- Renata Belmonte - Mundos de uma noite só (Faria e Silva)
- Sidnei Xavier dos Santos - A linha augusta do campo (Quelônio)
- Wagner G. Barreira - Demerara (Instante)

Administradores do prêmio
Júri final: Eduardo Cesar Maia, Flávio Carneiro, Iris Amâncio, Juliana de Albuquerque, Ketty Valencio, Leo Lama, Luciana Araujo Marques, Paula Fábrio, Paulo Lins e Tom Farias.  
Prêmio São Paulo de Literatura 2022

### Finalistas de Melhor Romance do Ano
- Natalia Borges Polesso - A extinção das abelhas (Schwarcz)
- Andréa del Fuego - A Pediatra (Schwarcz)
- Fernando Bonassi - Degeneração (Record)
- Mariana Salomão Carrara - É sempre a hora da nossa morte amém (Nós)
- Noemi Jaffe - Lili (Schwarcz)
- Silviano Santiago - Menino sem passado (Schwarcz)
- Aline Bei - Pequena coreografia do adeus (Schwarcz)
- Antônio Xerxenesky - Uma tristeza infinita (Schwarcz)
- Tatiana Salem Levy - Vista chinesa (Todavia)

### Finalistas de Melhor Romance de Estreia do Ano
- Stênio Gardel - A palavra que resta (Schwarcz)
- Fabiane Guimarães - Apague a luz se for chorar (Schwarcz)
- Natália Zuccala - Cheia (Urutau)
- Thiago Souza de Souza - Jamais serei seu filho e você sempre será meu pai (Taverna)
- Ana Kiffer e Marie-Aude Alia - O canto dela (Patuá)
- Lilian Sais - O funeral da baleia (Patuá)
- Fábio Horácio-Casto - O réptil melancólico (Record)
- Roger Rocha - Ouro de Moscou (Urutau)
- Rita Carelli - Terrapreta (34)
- Taiasmin Ohnmacht - Vozes de retratos íntimos (Taverna)

### Finalistas de Melhor Romance do Ano
- Xico Sá - A falta (Planeta)
- Cristovão Tezza - Beatriz e o poeta (Todavia)
- Paula Fábrio - Estudo sobre o fim: bangue-bangue à paulista (Reformatório)
- Nara Vidal -  Eva (Todavia)
- João Almino - Homem de papel (Record)
- Marcela Dantés - João Maria Matilde (Autêntica Contemporânea)
- Mariana Salomão Carrara - Não fosses as sílabas do sábado (Todavia)
- Frei Betto - Tom vermelho do verde (Rocco)
- Ieda Magri - Um crime bárbaro (Autêntica Contemporânea)
- Cinthia Kriemler - Viúvas de sal (Patuá)

### Finalistas de Melhor Romance de Estreia do Ano
- Denise Sant’Anna  - A cabeça do pai (Todavia)
- Cristianne Lameirinha - A tessitura da perda (Quelônio)
- Tito Leite - Dilúvio das almas  (Todavia)
- Carla Piazzi - Luminol (Incompleta)
- Helena Machado - Memória de ninguém (Nós)
- Taiane Santi Martins - Mikaia (Record)
- Silvana Tavano - O último sábado de julho amanhece quieto (Autêntica Contemporânea)
- Jessica Cardin - Para onde atrai o azul (Quelônio)
- Leonardo Piana - Sismógrafo (Macondo)
- Alexandre Alliatti - Tinta branca (Patuá)

### Prêmio São Paulo de Literatura 2024[45]
A cerimônia da premiação ocorreu no auditório da Biblioteca Parque Villa-Lobos no dia 10 de novembro de 2024. Os dois autores vencedores, entre os 343 habilitados a concorrer, receberão R$200 mil cada. 

### Finalistas de Melhor Romance de 2023
- Marcelo Ferroni - A febre (Schwarcz)
- Manoel Herzog - A língua submersa (Schwarcz)
- Wagner Schwartz - A nudez da cópia imperfeita (Nós)
- Rogério Pereira - Antes do silêncio (Dublinense)
- Luciany Aparecida - Mata Doce (Schwarcz)[47]
- Lilia Guerra - Os céu para os bastardos (Todavia)
- Socorro Acioli - Oração para desaparecer (Schwarcz)
- Helena Terra - Os dias de sempre (Selo Editorial Besouros Abstêmios)
- Mauro Paz - Quando os prédios começaram a cair (Todavia)
- Ana Cristina Braga Martes - Sobre o que não falamos (Editora 34)

### Finalistas de Melhor Romance de Estreia de 2023
- Virgínia Ferreira - Chumbo (Editora Quelônio)
- Julia Sobral Campos - Em pleno dia se morre (Editora Patuá)
- Eliane Marques - Louças de família (Autêntica)[48]
- Waldomiro J. Silva Filho - Os dias (Patuá)
- Giovana Proença - Os tempos da fuga (Urutau)
- Airton Souza - Outono de carne estranha (Record)
- Beatriz Reis - Ruído branco (Urutau)
- Ricardo Motomura - Seu jeito de soltar fumaça (7 Letras)
- Hanaide Kalaigian - Um amor de filha (Autêntica)
- Liana Ferraz - Um prefácio para Olívia Guerra (Grupo HarperCollins Brasil)